# إدسون بيسبو دوس سانتوس
إدسون بيسبو دوس سانتوس (بالبرتغالية: Edson Bispo dos Santos) مواليد 27 مايو 1935، كان لاعب كرة سلة برازيلي. مثّل منتخب بلاده. شارك في دورة الألعاب الأولمبية الصيفية سنة 1956. حقق المركز الأول في بطولة كأس العالم لكرة السلة 1959.

## سجل المنافسة
شارك في المنافسات التالية:
- الألعاب الأولمبية الصيفية 1960
- الألعاب الأولمبية الصيفية 1964

## الميداليات
| الميدالية | المسابقة                         |
| --------- | -------------------------------- |
| برونزية   | الألعاب الأولمبية الصيفية 1960   |
| برونزية   | الألعاب الأولمبية الصيفية 1964   |
| ذهبية     | بطولة كأس العالم لكرة السلة 1959 |

## روابط خارجية
- إدسون بيسبو دوس سانتوس على موقع الاتحاد الدولي لكرة السلة (الإنجليزية)
- إدسون بيسبو دوس سانتوس على موقع الاتحاد الدولي لكرة السلة (الإنجليزية)
- إدسون بيسبو دوس سانتوس على موقع سبورتس رفرنس (الإنجليزية)
- إدسون بيسبو دوس سانتوس على موقع أوليمبيديا (الإنجليزية)
- إدسون بيسبو دوس سانتوس على موقع اللجنة الأولمبية البرازيلية (البرتغالية)